# Ekosemiotyka

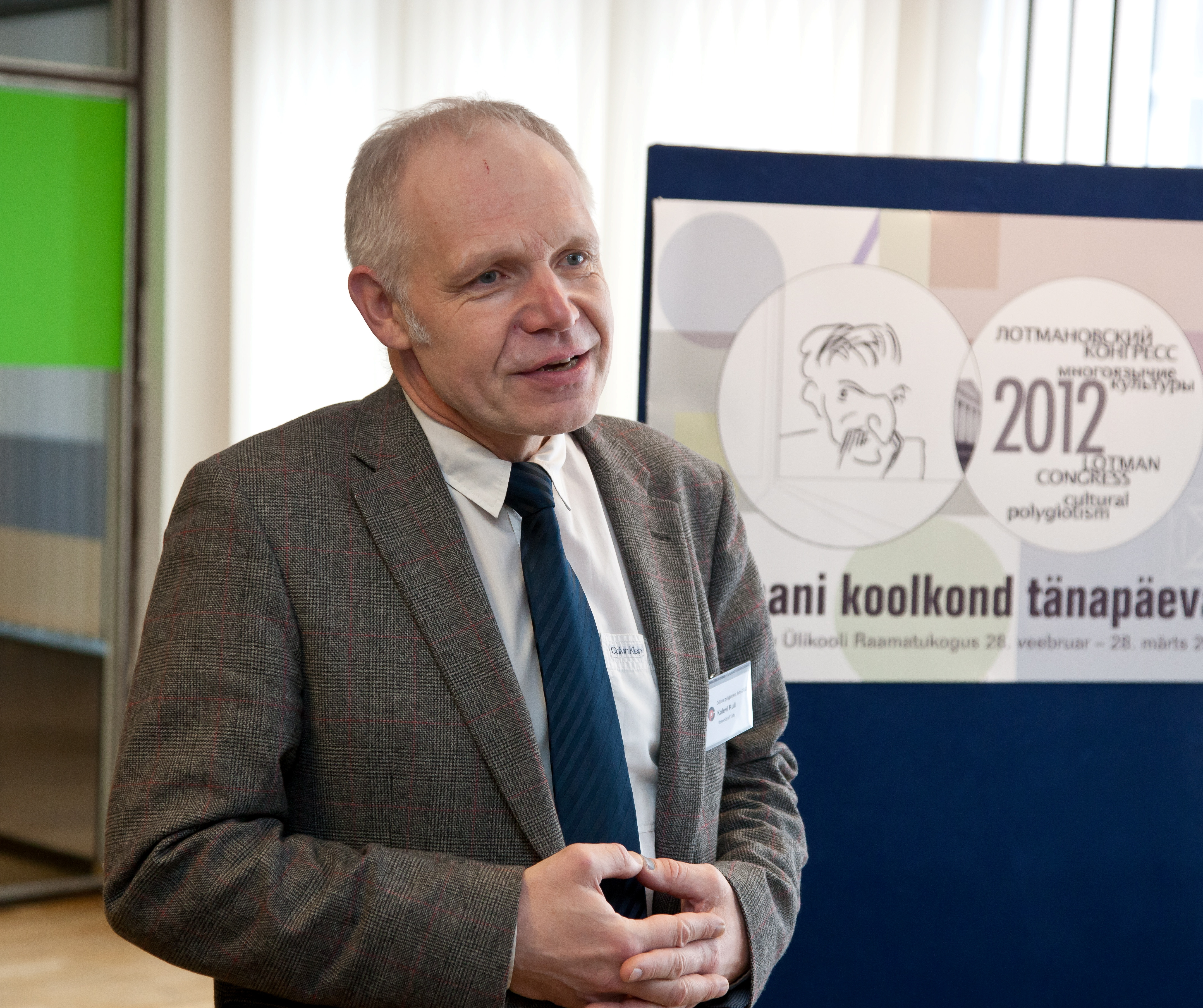
Kalevi Kull, jeden z twórców ekosemiotyki.

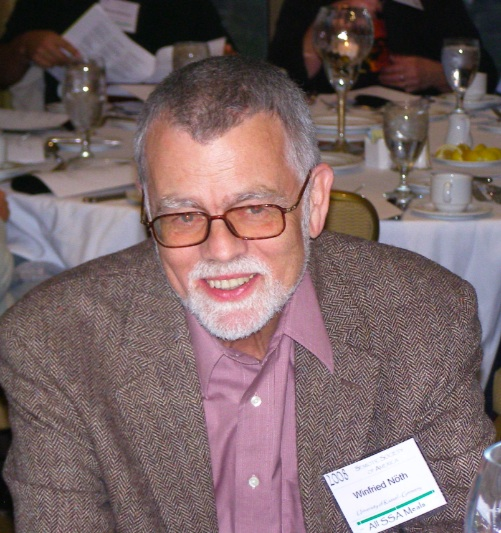
Winfried Nöth, współtwórca ekosemiotyki

Ekosemiotyka – nauka łącząca semiotykę z ekologią człowieka, zajmująca się badaniem relacji znaków pochodzenia kulturowego z organizmami żywymi, ich społecznościami i środowiskiem. Pojęcie ekosemiotyki zostało zaproponowane przez Winfrieda Nötha i Kaleviego Kulla.
Główną sferą zainteresowania ekosemiotyki jest wpływ konceptu (idei, modelu opartego na znakach semiotycznych) na projektowanie środowiska i zmiany w nim. Ekosemiotyka zajmuje się wpływem znaków na środowisko ekologiczne. Jest więc nauką o znakach (zarówno ludzkich, jak i zwierzęcych) w ramach geograficznych. Bada udział procesów semiotycznych w mniejszych, jak i większych strukturach.
Ekosemiotyka jest silnie związana z ekolingwistyką. Ekolingwistyka, zajmująca się wpływem znaków pochodzenia lingwistycznego na środowisko, jest integralną częścią ekosemiotyki, która obejmuje także znaki nielingwistyczne.

## Historia pojęcia
Ekosemiotyka jako dział semiotyki powstał w 1998 roku dzięki artykułom autorstwa Nötha i Kulla. Swoistym prekursorem ekosemiotyki była biosemiotyka, dziedzina semiotyki badająca znaki w świecie ożywionym. To właśnie badacze związani z tą dziedziną stworzyli ekosemiotykę. Rozwijająca się biosemiotyka doprowadziła do zainteresowania się działaniem znaków w środowiskach i społecznościach. W 2001 roku kolejne wydanie artykułów zaowocowało serią konferencji, kursów i rozmaitych studiów nad nową dziedziną. Samo pojęcie pierwszy raz zostało użyte przez Nötha w 1996 roku, chociaż już wcześniej rozważano ekologię semiotyczną. W 2002 roku przyznano pierwszy grant naukowy związany z ekosemiotyką. Uzyskał go Kalevi Kull z Uniwersytetu w Tartu.

## Ekosemiotyka w praktyce
Ekosemiotyka, nauka jednoczącą kulturę i środowisko jako nauka interdyscyplinarna, może być wykorzystywana w praktyce w ekologii i ekokrytycyzmie. Paradygmat ekosemiotyczny był wielokrotnie wykorzystywany w badaniach nad krajobrazem i jego ekologią.

## Krajobraz w ekosemiotyce
W ekosemiotyce krajobraz rozumiany jest jako zbiór znaków w określonej przestrzeni geograficznej. Wobec tego krajobraz jest systemem semiotycznym, obfitującym w rozmaite znaczenia i tworzącym pewną całość. Ekosemiotykę można więc rozumieć jako semiotykę krajobrazu.

## Główne zasady
Ekosemiotyką kieruje osiem głównych zasad zaproponowanych w pracy Marana i Kulla pt. Ecosemiotics: Main principles and current developments:
1. Większość wewnątrz gatunkowych i międzygatunkowych struktur społecznych jest oparta na relacjach znakowych. Oznacza to, że komunikacja budująca hierarchię i relacje w grupie społecznej (ludzkiej bądź zwierzęcej) oparta jest na semiotyce.
2. Zmiana znaku wpływa na zmiany w środowisku. Organizmy żywe kształtują je na podstawie swojego pojmowania środowiska.
3. Ekosystem jest modyfikowany przez semiozę. Semiozyczne działania zwierząt integrują i stabilizują środowisko.
4. Semioza ludzka i jej zdolność do dekontekstualizacji jest powiązana z degradacją środowiska. Jest to unikalna zdolność, którą dysponuje wyłącznie człowiek.
5. Kultura ludzka jest integralną częścią ekosystemu. Ekosystem tworzy kontekst kultury, a pojęcie kultury bez kontekstu jest niekompletne (patrz pkt. 8)
6. Środowisko jest swoistym interfejsem relacji semiotycznych rozmaitych gatunków. Wobec tego jest integralną częścią tych relacji i aktywnie na nie wpływa.
7. Do opisu ekologicznych narracji semiozy wymagane są symbole, opis narracyjny jest nieadekwatny. Wynika to ze złożoności i wielowymiarowości tych zjawisk.
8. Pojęcie kultury bez uwzględnienia elementu środowiskowego jest niekompletne.